# Gerboise bleue
Gerboise bleue è il primo test nucleare sviluppato dalla Francia. Si trattava di una bomba atomica fatta detonare nel poligono nucleare di Reggane, collocato nel centro del Sahara algerino il 13 febbraio 1960, nel pieno della guerra d'Algeria.
Con l'operazione, la Francia è diventata, in ordine di tempo, la quarta potenza nucleare, dopo USA, URSS e Regno Unito. Fra tutti i primi test effettuati, quello francese è stato quello con il maggior potenziale, di circa 70 kilotoni.
Gerboise è il nome comunemente usato in Francia per indicare un piccolo roditore della steppa (dell'ordine dei Rodentia, della famiglia dei Dipodidae); bleue (blu) è il colore che generalmente rappresenta la Francia all'estero.
Nel deserto del Sahara nell'Algeria francese, la Francia ha condotto un totale di 17 test nucleari:
- 4 test atmosferici della serie «Gerboises» a Reggane, nella Wilaya d'Adrar, tra il 1960 e il 1961: 13 febbraio 1960 - Gerboise bleue; 1º aprile 1960 - Gerboise blanche; 27 dicembre 1960 - Gerboise rouge; 25 aprile 1961 - Gerboise verte.
- 13 test sotterranei nel sito di In Ecker a Hoggar, a qualche centinaio di chilometri a sud di Reggane, tra il 1961 e il 1966.